# 吉沢明歩
吉沢 明歩（よしざわ あきほ、1984年3月3日 - ）は、日本の女優、タレント、YouTuber。元AV女優。有限会社アイナ所属。

## 略歴

### AV女優期
当初はグラビアアイドルとして活動後、2003年にAV女優に転向。アリスJAPAN（ジャパンホームビデオ）、マックス・エー2社専属女優だった。その後はアダルトビデオのみならず、テレビドラマ『嬢王』にも出演。当初よりメディアを限定せずに顔などを公開するパブ全であったため、デビューから約4か月で親バレ。両親には便せん5枚の手紙を出し、母から「認めるわけにはいかないが、自分の娘の生き方を信じたい」と了解をもらった。
2006年10月、マキシングよりセルデビューを果たした。エスワン、マキシング2社専属女優だった。毎月作品2本をリリースしていた。また、コラムなどを執筆していた。
2007年、MOODYZ年末大感謝祭2007で最優秀女優賞を受賞。作品賞では『解禁×ハイパー×ギリギリモザイク ハイパーギリギリモザイク』が第2位に選ばれる。
2008年、MOODYZ年末大感謝祭2008で女優賞2位を受賞。作品賞では『完全限定生産×ハイモザver2.1 ハイパーギリギリモザイクMV』が第6位に選ばれる。
2012年、アダルトビデオ30周年記念企画（AV30）として2012年1月5日から2月29日まで行われた人気投票で3位に選ばれている。
2013年1月6日、妹分を募集する「アッキーアイドルオーディション」の開催が発表されたが、開催は2014年春へ延期となっていたが、良い応募者が集まらなかったため、自然と企画がフェードアウトしたと吉沢が自身のYouTubeの動画で語っている。
同年、スカパー!アダルト放送大賞2013の作品賞を『吉沢明歩 ドM自縛痴女』で受賞した。
2015年、1つのメーカーだけで100作品目を迎えた。
2016年4月29日、「かすみ果穂を送る会（引退イベント）」の1次会、2次会に駆けつけた。3次会は飼っているペットが気になって家に帰りそのまま寝てしまったため、参加はしていない。ちなみに、他の友人のイベントにも参加していると吉沢は自身のYouTubeの動画で語っている。
2018年3月31日、15周年記念イベントが行われる。
同年10月1日、2019年3月末をもってAV女優を卒業することを公式ブログにて発表。引退後も事務所に籍を置き、コラム連載やAV以外の仕事を続ける。引退時点で出演本数351本（単体女優最高記録）。写真集10冊。イベント数1000回超。売上総本数1000万超（推計）。いずれもAV女優としてトップ記録。

### 引退後
2020年よりYouTube配信を開始。タレントとして活動するとともに、2021年からはおもに男性に向けた料理教室を月2回のペースで開始。2022年時点では毎週水曜日に美容クリニックでカウンセラーをしているという。一時はノンアダルトな女優業をメインに考えていたが、やりたいことと向いてることは違うと考え、声を掛けてもらったものには出演するが、キャリアのメインとしては考えていない。X（Twitter）では37.4万人、Weiboでは134.1万人ものフォロワーを持つ。2024年12月3日、当月末でアイナ退所予定であることを明かした。

## 人物
- 趣味は、美術館めぐり[1]、料理。特技は、テニス、日本舞踊[1]。
- 好きなものは、イチゴ、ゴーヤ、マンゴー、バーバリーブルーレーベル。嫌いなものは、明太子、すじこ、虫。マイブームは、スカッシュ[1]。
- 中学校の時は3年間柔道部に所属していた[20]。得意技は、背負い投げ[21]。
- 初体験は17歳[20]。
- モーターサイクルレーサーの関口太郎・プロレスラーのアレクサンダー大塚[22]・ケンドーコバヤシ・南海キャンディーズの山里亮太・今田耕司・関根勤・明石家さんま・鬼龍院翔・ファーストサマーウイカなどが、彼女のファンであると公言している。
- 2013年、デビューから10周年を迎えた。長くても1、2年が寿命なAV女優としては異例の長さである。ブログは、2004年から2013年までは週3回以上で更新を続けていた[23]。
- 引退理由は肉体面ではなく、精神的なこととしており、恵比寿マスカッツ解散でやりきった感を得たこと、役柄ではなくAV女優・吉沢明歩を演じるようになってきてしまったこと、デビュー15年目という区切りなど複合的な理由と明かしている[12]。
- 性愛に関する単行本を多く執筆しており、本を書くAV女優のパイオニアとされている[24]。

## 映像作品

### イメージビデオ
- あきほ（英知出版、2003年2月）
- 裸体（Shuffle、2003年9月）
- Ｘ時間（エクスタシー）（ゴマブックス、2008年9月）
- Secret Zone（グラッソ、2012年4月）

### アダルトビデオ
2003年
- 3月28日 天使の蕾（アリスJAPAN） - ※AVデビュー作
- 4月25日 18 teens（マックス・エー）※セル版 プレイルーム（7月25日）
- 5月30日 純情ミルク 君と僕のアクメ探し。（アリスJAPAN）
- 6月27日 センチメンタル（マックス・エー）
- 7月25日 妹はAVアイドル（アリスJAPAN）
- 8月29日 vibration（マックス・エー）
- 9月26日 制服人形（アリスJAPAN）
- 10月31日 妹の秘密（マックス・エー）
- 11月28日 風俗で吉沢明歩としたいっ!（アリスJAPAN）
- 12月26日 碧い想い出（マックス・エー）

2004年
- 1月23日 女尻（アリスJAPAN）
- 2月27日 TABOO（マックス・エー）
- 3月30日 ようこそMax Cafeへ!（マックス・エー）
- 4月23日 セルフポートレート #4（アリスJAPAN）
- 5月28日 フェティッシュ アッキー（アリスJAPAN）
- 6月29日 ひ・と・り・ご・と（マックス・エー）
- 7月23日 優しく叱って! 明歩お義姉さん（アリスJAPAN）
- 8月31日 監禁ボディドール（マックス・エー）
- 9月24日 吉沢明歩の汁低音（アリスJAPAN）
- 10月29日 ジコchuさせて!!（マックス・エー）
- 11月26日 逆ソープ天国（アリスJAPAN）
- 12月28日 R嬢の物語 第三章（マックス・エー）

2005年
- 1月21日 従うことが、メイドの悦び（アリスJAPAN）
- 2月28日 女教師狩り in 吉沢明歩（マックス・エー）
- 3月22日 ONAメイツ（マックス・エー）
- 3月29日 ようこそMax Airlineへ!（マックス・エー）
- 4月22日 危ない密室（アリスJAPAN）
- 4月26日 ONAメイツ2（マックス・エー）
- 5月27日 吉沢明歩の「姫、街へ出る!」（マックス・エー）
- 6月24日 アダルトメルヘン NINGYO（アリスJAPAN）
- 7月26日 Welcome マックスソープ!!（マックス・エー）
- 8月19日 はりきり家庭教師明歩先生がトライ!（アリスJAPAN）
- 9月27日 je t'aime♥（マックス・エー）
- 10月21日 スキあり!パンチラ娘 捲り上げられた淫欲（アリスJAPAN）
- 11月25日 100%アイドル!!（マックス・エー）
- 12月23日 顔面騎乗（アリスJAPAN）

2006年
- 1月24日 密着・セクシー病棟24時 人気ナースの恋愛バトル!!（（レンタル）/9月22日（セル） 、マックス・エー）
- 2月17日 猥褻モデル（アリスJAPAN）
- 3月17日 メモリアル（マックス・エー）個人ベスト
- 4月21日 めぞん明歩（マックス・エー）
- 5月21日 めぞん明歩 第二話（マックス・エー）
- 6月21日 めぞん明歩 最終話（マックス・エー）
- 7月14日 大奥 淫の乱 花びら燃ゆ（（R-15）/7月28日（R-18）、マックス・エー）
- 8月17日 大奥 蕾の乱 明日への契り（（R-15）/8月31日（R-18）、マックス・エー）
- 8月25日 明歩THEワールド（マックス・エー）
- 8月31日 100%アイドル!!（マックス・エー）
- 9月22日 密着・セクシー病棟24時 人気ナースの恋愛バトル!!（マックス・エー）
- 9月26日 淫口（9月26日、マックス・エー）
- 10月16日 セル初 Love Acky!（マキシング）※セルデビュー作
- 10月21日 ブルーファイル（マックス・エー）
- 10月21日 No.1キャバ嬢のヒ・ミ・ツ（マックス・エー）
- 11月22日 吉沢明歩プロデュース作品 明歩 THE ワールド（マックス・エー）
- 12月22日 淫口（1マックス・エー）

2007年
- 1月7日 解禁×ハイパー×ギリギリモザイク ハイパーギリギリモザイク（エスワン）
- 1月16日 吉沢明歩をイジめちゃう。（マキシング）
- 1月16日 女バン刑事（マックス・エー）
- 2月7日 ギリギリモザイク 6つのコスチュームでパコパコ!（エスワン）
- 2月16日 Adult Acky!（マキシング）
- 2月23日 最終章（マックス・エー） マックス・エー ラスト作品
- 3月7日 ギリギリモザイク 明歩のセックスじっくり見せてあげる（エスワン）
- 3月16日 Virtual Acky!（マキシング）
- 4月7日 ギリギリモザイク 妄想的特殊浴場 本指名（エスワン）
- 4月16日 Hustle Acky!（マキシング）
- 5月7日 ギリギリモザイク 明歩は潮吹き若奥様（エスワン）
- 5月16日 Colorful Acky!（マキシング）
- 5月18日 MAX ピンクファイル あの新基準モザイクで魅せる! （マックス・エー）
- 6月7日 ギリギリモザイク 無限絶頂!激イカセFUCK（エスワン）
- 7月7日 ギリギリモザイク バコバコ乱交34（エスワン）
- 7月16日 明歩がたっぷり淫語でイカせてあげる。（マキシング）
- 8月7日 ハイパー×ギリギリモザイク 潮吹きハイパーギリギリモザイク（エスワン）
- 8月16日 Private Acky!（マキシング）
- 9月7日 ギリギリモザイク 僕の彼女（エスワン）
- 9月16日 Doctor Acky !（マキシング）
- 9月21日 真田くノ一忍法伝 かすみ 誕生!猿飛佐助
- 9月28日 BEST LOVE SELECTION（アリスJAPAN）個人ベスト
- 10月7日 ギリギリモザイク 激しく淫らに欲情FUCK（エスワン）
- 10月16日 Sports Acky!Sex Athletics（マキシング）
- 11月7日 完全限定生産×ハイモザver2.1 ハイパーギリギリモザイクMV（エスワン）
- 11月16日 Sexy Pet Acky !（マキシング）
- 12月7日 ハイパー×ギリギリモザイク 特殊浴場TSUBAKI8時間 （エスワン）
- 12月7日 ギリギリモザイク 20コスチュームでパコパコ!（エスワン）
- 12月16日 イケメン♂Acky!（マキシング）

2008年
- 1月7日 ギリギリモザイク 絶叫!ビッグマグナムFUCK（エスワン）
- 1月11日 ヌキMAX 20連発!!（マックス・エー）
- 1月16日 イイ女の限界ベロちゅうトランスFUCK（マキシング）
- 2月7日 4時間×ギリギリモザイク バコバコ風俗 NO.1指名（エスワン）
- 2月16日 潮吹き若奥様明歩のおねだりFUCK（マキシング）
- 3月7日 ギリギリモザイク 私はアナタのいいなりです（エスワン）
- 3月16日 絶対痴女 明歩が目覚めたチ○ポ狂（マキシング）
- 4月7日 ギリギリモザイク 近親相姦〜犯された三姉妹〜（エスワン）
- 4月16日 Vertigo めまいするような極エロBODY（マキシング）
- 5月7日 ハイパー×ギリギリモザイク ものすごい顔射（エスワン）
- 5月16日 女王 No.1キャスト明歩嬢の色恋FUCK!（マキシング）
- 6月7日 レイプ×ギリモザ 犯された女教師（エスワン）
- 6月13日 ヌキMAX2 30連発!!（マックス・エー）
- 6月16日 Virtual Acky! 2（マキシング）
- 7月7日 潮吹き若奥様明歩のおねだりFUCK 吉沢明歩 Hi-Vision特別編（マキシング）※Blu-ray
- 7月7日 ギリモザ 繰り返す昇天、壮絶アクメ。（エスワン）
- 7月16日 猟奇的な明歩（マキシング）
- 8月7日 レイプ×ギリモザ 夫の目の前で犯された若妻（エスワン）
- 8月16日 アキホ様（マキシング）
- 9月7日 ハイパー×ギリモザ ディープスロート（エスワン）
- 9月16日 私のワガママ聞きなさい!猥褻エゴイスト（マキシング）
- 10月16日 定点姦撮（マキシング）
- 10月19日 ギリモザ 僕だけの吉沢明歩（エスワン）
- 11月1日 明歩先生の誘惑授業（アイデアポケット）
- 11月16日 デレデレ◆Acky!（マキシング）
- 11月28日 めぞん明歩 完全版（マックス・エー）
- 12月7日 ギリモザ もっと激しく、激しく突いて（エスワン）
- 12月16日 淫らな美人秘書（マキシング）

2009年
- 1月6日 AKIHO48 48手完全再現（マキシング）
- 1月7日 ギリモザ めぞんTSUBAKI S1女優と24時間セックスざんまい! （エスワン）
- 1月19日 ギリモザ 猥褻痴漢（エスワン）
- 2月7日 ギリモザ 交わる体液、濃密セックス（エスワン）
- 2月16日 風俗ちゃんねる11（マキシング）
- 2月16日 コレクション シーズン 01（マキシング）個人ベスト
- 2月25日 亜洲的美麗人（e-muse）
- 3月7日 ギリモザ 20コスチュームでパコパコ! 2（エスワン）
- 3月16日 明歩の美尻に騎られてみたい。（マキシング）
- 3月19日 空中レロレロ 超S級単体女優のエアキッス（ROOKIE）
- 4月7日 ギリモザ 美しい痴女の接吻と性交（エスワン）
- 4月16日 犯られまくる淫乱ドM女教師（マキシング）
- 5月7日 ギリモザ 潮吹きナースの誘惑看護（エスワン）
- 5月8日 大奥完全版デジタルリマスター（マックス・エー）
- 5月16日 働くAcky!（マキシング）
- 6月16日 このナイスバディがスゴイ!（マキシング）
- 6月16日 吉沢明歩をもっとイジめちゃう。（マキシング）
- 6月19日 団地妻 昼下がりの情交（ROOKIE）
- 6月19日 ギリモザ めぞんエスワン別館 イキまくり潮吹き大乱交（エスワン）
- 7月7日 ギリモザ 膣中でイク女（エスワン）
- 7月10日 ナンバーワンベスト!!!!!（アリスJAPAN）個人ベスト
- 7月16日 吉沢明歩がどんな時でもアナタの力になるビデオ。（マキシング）
- 7月19日 ギリモザ めぞんエスワン S1女優と24時間セックスざんまい!（エスワン）
- 8月7日 レイプ×ギリモザ 犯された女教師2 無情編（DVD/9月1日 Blu-ray、エスワン）
- 8月21日 妹之荒情色（8月21日）
- 8月16日 ギラつく性欲、うねるカラダ。（マキシング）
- 9月7日 ギリモザ 近親相姦 淫獣の血脈（DVD/10月1日 Blu-ray、エスワン）
- 9月16日 明歩にしかできない究極のイカセ術（マキシング）
- 10月7日 ギリモザ 完全服従どM秘書（エスワン）
- 10月16日 淫乱感染病棟 第二章 虜囚（マキシング）
- 11月7日 ギリモザ 最後の一滴までシャブらせて（DVD/12月1日 Blu-ray、エスワン）
- 11月16日 明歩は俺の嫁。（マキシング）
- 12月7日 ギリモザ 痴女医 吉沢明歩の変態クリニック（DVD/2010年1月1日 Blu-ray、エスワン）
- 12月16日 X'mas Acky!聖誕節SEX禮物 Acky!（マキシング）
- 12月25日 黄金伝説 吉沢明歩の原点（マックス・エー）

2010年
- 1月7日 監禁エロティシズム（エスワン）
- 1月7日 エスワンTV THE芸能界 ヤリすぎ生放送!（DVD/2月1日 Blu-ray、エスワン）
- 1月16日 吉沢明歩はおクチでイキまくる。（DVD/Blu-ray、マキシング）
- 1月22日 19歳から3年分の全セックス12時間【3枚組】（アリスJAPAN）個人ベスト
- 2月5日 チョコレート品評委員会会長 吉沢明歩が往く ～ヨーロッパチョコ探訪の旅～（e-muse）
- 2月7日 家庭教師 先生がエロすぎて困るんです。（エスワン）
- 2月16日 コレクション シーズン5（マキシング） 個人ベスト
- 2月16日 Girlicious02 feat.AKIHO（DVD/Blu-ray、マキシング）
- 3月7日 明歩式すご〜いヌキ技見せてあげる（エスワン）
- 3月16日 デリバリー Acky !（DVD/Blu-ray、マキシング）
- 4月7日 未亡人レクイエム 禁じられた愛欲に溺れる若妻（エスワン）
- 4月7日 THE芸能界エロすぎ大乱交 エスワンTV 裏ちゃんねる（エスワン）
- 4月16日 吉沢明歩はかなり経験豊富な20代半ばの女子校生（DVD/Blu-ray、マキシング）
- 5月7日 大量悶絶セックス（エスワン）
- 5月16日 コレクション シーズン6（マキシング）個人ベスト
- 5月16日 ど根性Acky !（DVD/Blu-ray、マキシング）
- 6月1日 吉沢明歩ファン感謝祭 素人お宅訪問（嵐を呼ぶスーパーガール）
- 6月7日 S1 GIRLS COLLECTION エスワン9時間 Special（エスワン）個人ベスト
- 6月16日 俺の嫁は超美人ぞろい 8時間スペシャル（マキシング）
- 6月16日 狂い咲く 痴悪女（DVD/Blu-ray、マキシング）
- 7月6日 美味唇 淫語&淫口（美味的嘴唇 淫語與淫口的強制口交）
- 7月7日 美味しい唇 淫語＆淫口イラマチオ（エスワン）
- 7月15日 ザ・リアルフィクション ふたりの明歩とアダルトビデオ（The Real fiction 二人之明步與成人錄像）
- 7月16日 ザ・リアルフィクション あきほ（仮名/26歳）の場合（マキシング）
- 8月7日 秘密捜査官の女 鬼畜テロリストの淫謀（エスワン）
- 8月13日 アリスJAPAN看板シリーズ 逆ソープ天国 リモザイク特別盤（アリスJAPAN）
- 8月16日 コレクション シーズン7（マキシング） 個人ベスト
- 8月16日 WORLDWIDE Acky! （マキシング）
- 9月7日 湯けむり美人女将 癒しの温泉宿（エスワン）
- 9月16日 大好きな君とデートしたい!（マキシング）
- 9月16日 初回限定版 吉沢明歩×競泳水着=7PLAY（マキシング）
- 9月24日 デビューから4年分の全セックス12時間（マックス・エー）個人ベスト
- 10月7日 吉沢明歩の尻モノ狂い（エスワン）
- 10月16日 純恋（マキシング）
- 11月7日 W 美しい痴女の接吻と性交（エスワン） DVD & Blu-ray
- 11月16日 吉沢明歩、そのオモテとウラ。（マキシング）（浮気刺激性演出）
- 11月16日 コレクション シーズン8（マキシング）個人ベスト
- 12月7日 轟沈アクメ 脳髄から狂わせて（エスワン）
- 12月16日 MAXING 3D!（マキシング）

2011年
- 1月7日 3D EVOLUTION 進化した立体映像で魅せる新次元セックス（エスワン） DVD & Blu-ray
- 1月16日 堕落劇場 美しい女が信用できないコレだけの理由。（マキシング）
- 1月16日 DUAL BOX SPECIAL12時間 vol.1（マキシング）個人ベスト
- 1月16日 スーツで姦りまくる美女たちが凄い!（マキシング）
- 2月7日 犯された人妻女教師（エスワン）
- 2月16日 あっきーが綴るアジア・ヨーロッパ紀行（マキシング）
- 2月16日 このハメ撮りがスゴイ!（マキシング）
- 2月16日 犯られまくる淫乱ドM女医（マキシング）
- 3月7日 完全カメラ目線 イキ顔ガン見セックス（エスワン）
- 3月16日 コレクション シーズン9（マキシング）個人ベスト
- 3月16日 吉沢明歩×ボンテージQUEEN（マキシング）DVD & Blu-ray
- 4月7日 いんやらしい僕のお姉さん（エスワン）
- 4月16日 麗しの美人妻 〜夫の不在に犯されて〜（マキシング）
- 5月7日 メガ盛り顔射祭（エスワン）
- 5月16日 嫁の目を盗んで吉沢明歩と家中でヤリまくる!（マキシング）
- 6月7日 吉沢明歩の騎乗位スペシャル（エスワン）
- 6月16日 コレクション シーズン10（マキシング）個人ベスト
- 6月16日 吉沢明歩が教える、女の子をゼッタイに落とす口説き方（マキシング）
- 6月19日 エスワン8時間Special（エスワン）個人ベスト
- 7月7日 即ズボ!ランプが鳴ったらどこでもセックス（エスワン）
- 7月16日 吉沢明歩×美脚パンストQUEEN（マキシング）
- 8月7日 魅惑の競泳水着フェチ（エスワン）
- 8月16日 魅惑の淫語痴女がアナタのオナニーライフを充実させてあげる。（マキシング）
- 8月16日 言語道断問答無用の鬼イカセ4時間（マキシング）
- 8月16日 逆監禁痴女（マキシング）
- 9月7日 貴婦人の異常な性欲（エスワン）
- 9月16日 眼鏡至上主義!とっておきメガネっ娘倶楽部。（マキシング）
- 9月16日 オトナのパンスト秘倶楽部。（マキシング）
- 9月16日 チ●ポ粉砕!ハメ殺し騎乗位!（マキシング）
- 9月16日 DUAL BOX SPECIAL! 12時間 vol.2（マキシング）個人ベスト
- 9月16日 淫乱痴女ナース×吉沢明歩（マキシング）
- 10月7日 交わる体液、濃密セックス 乱れ咲き温泉編（エスワン）
- 10月16日 イキまくる絶頂女神。（マキシング）
- 11月7日 犯された花嫁 悲劇のヴァージンロード（エスワン）
- 11月16日 コレクション シーズン11（マキシング）個人ベスト
- 11月16日 ハイレグレースクイーン×吉沢明歩（マキシング）DVD & Blu-ray
- 12月7日 でかチン大好きアキホ様（エスワン）
- 12月16日 美しい義母、明歩。 〜ボクはこうして義母に犯された〜（マキシング）DVD & Blu-ray

2012年
- 1月7日 W 夫の目の前で犯された若妻（エスワン）DVD & Blu-ray
- 1月16日 問答無用の逆レイプ!（マキシング）DVD & Blu-ray
- 1月19日 吉沢明歩のザーメン搾り 4時間まるごと痴女SPECIAL（エスワン）DVD & Blu-ray
- 2月7日 どろどろ 濃厚汁だくセックス（エスワン）
- 2月16日 セレブ妻明歩の着衣フェチズム（マキシング）DVD & Blu-ray
- 3月7日 男ヲ犯ス逆痴漢（エスワン）
- 3月16日 養父に犯された花嫁（マキシング）DVD & Blu-ray
- 3月16日 コレクション シーズン12（マキシング）個人ベスト
- 4月7日 家政婦のキタ（エスワン）
- 4月16日 ドM自縛痴女（マキシング）DVD & Blu-ray
- 5月7日 秘密捜査官の女2（エスワン）
- 5月16日 犯された美人警備員（マキシング）
- 6月7日 いんやらしい大人の保健体育（エスワン）
- 6月16日 未亡人奴隷（マキシング）
- 6月16日 コレクション シーズン13（マキシング）個人ベスト
- 6月19日 2012エスワン8時間Special（エスワン）
- 7月7日 乱れ撃ち!肉弾ピストン（エスワン）
- 7月16日 麗しきボクの叔母サン（マキシング）
- 8月7日 若奥様は家庭教師（エスワン）
- 8月16日 アキホ様が僕のキン●マを容赦なく踏みにじる180分。（マキシング）
- 8月16日 究極の美女が施す魅惑のマッサージ（マキシング）
- 9月7日 怒涛のエクスタシー 3時間スペシャル 潮吹き昇天の巻（エスワン）
- 9月16日 犯され養女、明歩。（マキシング）
- 9月16日 明歩が強制的に連続射精させてアゲル。（マキシング）
- 9月16日 コレクション シーズン14（マキシング）個人ベスト
- 10月7日 交わる体液、濃密セックス 人目もはばからず熱い結合編（エスワン）
- 11月7日 犯されたCA 被虐の美人キャビンアテンダント（エスワン）
- 11月16日 男の言いなり、淫乱ダメ女。（マキシング）DVD & Blu-ray
- 12月7日 吉沢明歩のSEXYチャンネル（エスワン）
- 12月16日 声我慢!イキ我慢!絶頂我慢!!（マキシング）DVD & Blu-ray

2013年
- 1月7日 W 美しき暗殺者（エスワン）DVD & Blu-ray
- 1月16日 寝込み急襲×即ハメ×連続4本抜き×絶頂封印FUCK（マキシング）DVD & Blu-ray
- 1月16日 アキホ様が僕のチ●ポを煙がたつほどシゴきまくる180分。（マキシング）個人ベスト
- 1月19日 犯された吉沢明歩 4時間まるごとレイプSPECIAL（エスワン）DVD & Blu-ray 個人ベスト
- 2月7日 官能エステティシャン（エスワン）
- 2月16日 吉沢明歩がアナタのオナニーを猛烈にサポートしてくれるビデオ（マキシング）DVD & Blu-ray
- 3月7日 夫の目の前で犯された若妻 悲劇の催眠治療（エスワン）
- 3月16日 あっきーチャンネル!（マキシング）DVD & Blu-ray
- 4月7日 汗くっさ〜い男が大好き 噂の美人コーチ（エスワン）
- 4月16日 麗しの美人女教師、男嬲り。（マキシング）DVD & Blu-ray
- 4月16日 デビュー10周年アニバーサリーBOX 15時間（マキシング）DVD & Blu-ray 個人ベスト
- 5月16日 絶頂不覚！緊縛強制イカセ 吉沢明歩（マキシング）DVD & Blu-ray
- 6月16日 ソープランドに堕ちた美人妻 吉沢明歩（マキシング）DVD & Blu-ray
- 7月16日 吉沢明歩は20代後半のハンパないほど経験豊富な女子校生。（マキシング）DVD & Blu-ray
- 8月16日 吉沢明歩 THE レイプ 10本番（マキシング）
- 8月16日 肉体接待妻 吉沢明歩（マキシング）DVD & Blu-ray
- 9月7日 犯された女弁護士 恥辱の法廷（エスワン）
- 9月16日 汗だくFUCK4本番 吉沢明歩（マキシング）DVD & Blu-ray
- 10月7日 明歩と咲 美人姉妹といつでもセックス（エスワン）DVD & Blu-ray
- 10月16日 美人OL痴漢レイプ（マキシング）DVD & Blu-ray
- 11月7日 超高級風俗嬢（エスワン）
- 11月16日 屈辱の全裸居酒屋店長（マキシング）DVD & Blu-ray
- 12月6日 あっきーと最っ高のデートをしよう！（マキシング）DVD & Blu-ray
- 12月7日 体内汁ダラダラ 吉沢明歩（エスワン）DVD & Blu-ray
- 12月19日 働き盛りの吉沢明歩（エスワン）DVD & Blu-ray 個人ベスト

2014年
- 1月7日 イラマチオ奴隷志願 社内で嫌われ者のOLは、優秀な口便器（エスワン）
- 1月16日 淫縛 〜喉奥と顔面に絡みつく精液〜（マキシング）DVD & Blu-ray
- 1月16日 DUAL BOX SPECIAL！ 12時間 vol.4（マキシング）個人ベスト
- 1月19日 吉沢明歩デビュー10周年記念 エスワン全80作品コンプリートBOX 48時間（エスワン） 個人ベスト
- 2月16日 愛人契約 吉沢明歩 ～極上エスコート嬢の淫靡な日常～（マキシング）
- 2月16日 愛人契約 吉沢明歩 ～極上エスコート嬢の淫靡な日常～（マキシング）
- 3月7日 わたし、犯されにゆきます。 ～夫想いの人妻編～ （エスワン ナンバーワンスタイル）
- 3月16日 日焼けあと×高級泡姫 （マキシング）
- 4月7日 オイルエステでイカされたセレブ妻 （エスワン ナンバーワンスタイル）
- 4月16日 丁寧淫語 吉（マキシング）
- 5月7日 しながらセックス20 4時間 （エスワン ナンバーワンスタイル）
- 5月16日 ザーメン喰い痴女 （マキシング）
- 6月7日 生保レディの枕営業 （エスワン ナンバーワンスタイル）
- 6月16日 とおり雨 ～しとどに濡れる秘肉～（マキシング）
- 7月7日 秘密捜査官の女 ファイナル 復讐の女豹、闘いの挽歌 （エスワン ナンバーワンスタイル）
- 7月16日 絶対にもう一発ヤリたくなる お掃除フェラ（マキシング）
- 8月7日 下着モデルをさせられて… （エスワン ナンバーワンスタイル）
- 8月16日 女子アナ★Acky！（マキシング）
- 9月7日 痴漢願望の女 美人インストラクター編 （エスワン ナンバーワンスタイル）
- 9月16日 変態マゾヒスト ボンテージ嬢 イラマチオ調教（マキシング）
- 10月7日 吉沢明歩とノーパンノーブラデート （エスワン ナンバーワンスタイル）
- 10月16日 Premium PEACH Hip ～性熟美尻～　（マキシング）
- 11月7日 パンパンピストン 卑猥な音色は本気の証 （エスワン ナンバーワンスタイル）
- 11月16日 異常性愛依存症 ～人妻の淫欲性衝動～　（マキシング）
- 12月7日 おま●こ、くぱぁ。 （エスワン ナンバーワンスタイル）
- 12月16日 Rapist ～他人に性的関係を強いる女～ （マキシング）

2015年
- 1月7日 昼はボクの女上司、夜はオレの牝奴隷（エスワン ナンバーワンスタイル）
- 1月16日 欲情温泉旅行 淫猥の旅 一泊二日 （マキシング）
- 1月19日 吉沢明歩 S1ギリモザ8時間ベスト（エスワン ナンバーワンスタイル）
- 2月7日 ポルチオ開発されたあの日から…（エスワン ナンバーワンスタイル）
- 2月16日 アンドロイド明歩 ～Adult電影美女～（マキシング）
- 3月7日 貴女の亭主は私に夢中…（エスワン ナンバーワンスタイル）
- 3月16日 Fucking Machine SEX 吉沢明歩（マキシング）
- 4月7日 父兄参観を待ちわびる女教師（エスワン ナンバーワンスタイル）
- 4月16日 吉沢明歩×MAXING100作品記念 新人 吉沢明歩（マキシング）
- 5月7日 クレーム処理会社の女社長 土下座とカラダで解決します 吉沢明歩（エスワン ナンバーワンスタイル）
- 5月16日 卑猥ガニ股FUCK 吉沢明歩（マキシング）
- 6月7日 やたらと目の合う誘惑お姉さん（エスワン ナンバーワンスタイル）
- 6月16日 変態ヨダレ女 吉沢明歩（マキシング）
- 7月7日 隣人に狙われた人妻 男は旦那の留守にベルを鳴らす（エスワン ナンバーワンスタイル）
- 7月16日 あっきーのお悩み相談室★Best answer 吉沢明歩（マキシング）
- 8月7日 婚活アドバイザーの誘惑　吉沢明歩（エスワン ナンバーワンスタイル）
- 8月16日 巷に急増するアダルトSNSにハマる女 吉沢明歩（マキシング）
- 9月7日 愛する婚約者に売り飛ばされた美人花嫁（エスワン ナンバーワンスタイル）
- 9月16日 最高級ご奉仕ソープ嬢 ご奉仕好きな美人泡姫が献身的なこころづくしで凄テク完璧サービス！ 吉沢明歩（マキシング）
- 10月7日 調教されたエリート乗馬騎手（エスワン ナンバーワンスタイル）
- 10月16日 陸上アスリート×吉沢明歩（マキシング）
- 11月7日　レ●プ合法化案が可決されました。（エスワン ナンバーワンスタイル）
- 11月16日 昏睡キメセク ～媚薬×催眠×泥酔～ 吉沢明歩（マキシング）
- 12月7日 中から出てくる白濁汁 吉沢明歩（エスワン ナンバーワンスタイル）
- 12月16日 義兄弟レイプ 吉沢明歩（マキシング）

2016年
- 1月7日 私、旦那がお風呂に入っている30分の間、いつも義父に犯されています。（エスワン ナンバーワンスタイル）
- 1月16日 一輪車、婦警さん。 パトロールアッキー！出動します！ 吉沢明歩 （マキシング）
- 2月7日 完全固定されて身動きが取れない吉沢明歩 腰がガクガク砕けるまでイッてもイッても止めない無限ピストンSEX（エスワン ナンバーワンスタイル）
- 2月16日 風邪っぴきカノジョ 吉沢明歩（マキシング）
- 2月19日 吉沢明歩 S1ギリモザ8時間ベストVol.2（エスワン ナンバーワンスタイル）
- 3月7日 マンスジ見せつけ公然チ●ポ狩りライフ（エスワン ナンバーワンスタイル）
- 3月16日 即配！即虐！調教飯店 吉沢明歩（マキシング）
- 4月7日 即尺＆即イラマチオ専門風俗店「イラマチあ〜ん」No.01吉沢明歩（エスワン ナンバーワンスタイル）
- 4月16日 愛玩女体緊縛姦 吉沢明歩（マキシング）
- 5月7日 盗撮リアルドキュメント! 密着52日、吉沢明歩のプライベートを激撮し、偶然を装って二度に渡り近づいてきたイケメンナンパ師に引っ掛かって、SEXまでしちゃった一部始終（エスワン ナンバーワンスタイル）
- 5月16日 主観ガチレイプ 吉沢明歩（マキシング）
- 6月7日 平然と性交　初めてメインキャスターに抜擢された私は視聴率の為なら生放送中にマ●コを弄られてもチ●ポをブチ込まれアへ顔を晒しても 原稿を読み続けるセックス中毒の女子アナとしてお茶の間を賑わせています。（エスワン ナンバーワンスタイル）
- 6月16日 ギリギリ食い込み濃厚性交 吉沢明歩（マキシング）
- 7月7日 貞操帯を装着し禁断症状が出るまで禁欲部屋に監禁したら…吉沢明歩が人生で一番乱れ狂ったSEXドキュメント（エスワン ナンバーワンスタイル）
- 7月16日 未熟なチ●ポを咥え込み戸惑う甥っ子をもてあそぶショタコンお姉ちゃん 吉沢明歩（マキシング）
- 8月7日 わたしの妻は元部下のDQNに寝取られ、媚薬セックス依存症になりました…。（エスワン ナンバーワンスタイル）
- 8月16日 めちゃしこヤンキーロード ～美女すぎる元不良娘のAV出演ドキュメント！～ 吉沢明歩（マキシング）
- 9月7日 吉沢明歩の痴女責め連続射精16発 拘束された男たちを骨抜きにする強制射精術（エスワン ナンバーワンスタイル）
- 9月16日 オトナの高級ランジェリー ラグジュアリーな凄テクを味わえる非日常のスイートタイム 吉沢明歩 in HD（マキシング）
- 9月19日 吉沢明歩16時間全100タイトル×100本番コンプリートBEST 特典プレミアム映像DISC付き5枚組BOX
- 10月13日 世界一薄っす〜いコンドームつけて子作りおねだり淫語 妊娠懇願ハメまくり新婚ごっこ（エスワン ナンバーワンスタイル）
- 10月16日 亡き夫の上司に緊縛奴隷調教され快楽堕ちする美しき背徳未亡人 吉沢明歩（マキシング）
- 11月13日　吉沢明歩が人生で一番酔っぱらって乱れた夜（エスワン ナンバーワンスタイル）
- 11月16日 エビ反り媚薬マッサージ 吉沢明歩（マキシング）
- 12月13日 壁穴の向こうから誘惑してくるお隣の美人お姉さん（エスワン ナンバーワンスタイル）
- 12月16日 欲しがるおクチ、淫らなおクチ ～吉沢明歩の濃厚凄テクフェラ～ 吉沢明歩（マキシング）

2017年
- 1月13日 声の出せないスリルレ●プ（エスワン ナンバーワンスタイル）
- 1月16日 肉体美4本番 吉沢明歩（マキシング）
- 2月13日 吉沢明歩がプライベートで一線を越えたAVマニアに拉致監禁されむっちゃくちゃに犯された全記録映像（エスワン ナンバーワンスタイル）
- 2月16日 グチョにゅる大量ローションFUCK 吉沢明歩（マキシング）
- 3月13日 慰安バスツアーNTR　妻の社員旅行ビデオにウツ勃起（エスワン ナンバーワンスタイル）
- 3月16日 至高のペニバンアナル男犯 吉沢明歩（マキシング）
- 4月16日 媚薬痙攣レースクイーン ～罠に嵌められた人気RQのガンギマリFUCK～ 吉沢明歩（マキシング）
- 4月25日 超イケメン歌舞伎町NO.1ホスト軍団が吉沢明歩をガチ口説き！ どっぷりハマって夜な夜な豪遊したアッキーがホストに狂って愛なき枕営業SEXされまくり！密着モニタリング3.5時間スペシャル！！（エスワン ナンバーワンスタイル）
- 5月16日 寸止め焦らしで射精コントロールするSEX好き痴女 吉沢明歩（マキシング）
- 5月19日 イラマチオ耐久嘔吐き我慢ゲーム 巨根8本VS喉マ●コ 本気イラマで嘔吐いたら即・強制串挿しファック!!（エスワン ナンバーワンスタイル）
- 6月13日 私、あなたのいない平日は毎日お義父さんに固定調教されています。（エスワン ナンバーワンスタイル）
- 6月16日 吉沢明歩を徹底的に罵倒してヤル！！（マキシング）
- 7月16日 拘束され身動きが取れない状況でビクビク痙攣イキする素直なオマ●コ 吉沢明歩（マキシング）
- 7月25日 義理のお姉さんとの相互オナニーにハマってしまった僕。（エスワン ナンバーワンスタイル）
- 8月7日 わたしの妻は元部下のDQNに寝取られ、媚薬セックス依存症になりました…。（エスワン ナンバーワンスタイル）
- 8月16日 イラマチオ性奴隷 喉奥を徹底的に陵辱される美人キャビンアテンダント 吉沢明歩（マキシング）
- 8月19日 吉沢明歩最新全14タイトルコンプリートBEST（エスワン ナンバーワンスタイル）
- 8月25日 新米教師のわたしが引率した夏合宿は、有名ヤリサーの輪姦合宿でした。（エスワン ナンバーワンスタイル）
- 9月16日 クラスの風紀を乱している迷惑な生徒を大人の杭打ち騎乗位で黙らせる女教師 吉沢明歩（マキシング）
- 9月25日 完全緊縛されて無理やり犯された美人弁護士（エスワン ナンバーワンスタイル）
- 10月16日 例のセーターを着て男を誘惑しまくる欲求不満人妻の淫らな欲情生活 吉沢明歩（マキシング）
- 10月19日 嫁ぎ先は旦那と連れ子7人! 全員オトコの絶倫大家族に嫁いだ敏腕美人妻の射精管理術（エスワン ナンバーワンスタイル）
- 11月16日 吉沢明歩が実際にデカチンが本当に気持ちイイのか検証してみた★（マキシング）
- 11月19日　ザーメン10発 全部のど射 吉沢明歩のイラマチオの限界（エスワン ナンバーワンスタイル）
- 12月13日 同人界の新生児おるとろの人気作品を忠実実写化 不貞交尾妻ほのか〜婚姻を継続し難い重大な理由〜（エスワン ナンバーワンスタイル）
- 12月16日 プレミアム風俗VIPフルコース in 吉沢明歩（マキシング）

2018年
- 1月16日 媚薬をクリトリスに塗りこまれ敏感になりすぎてエビ反り絶頂を繰り返す吉沢明歩（マキシング）
- 1月25日 アナル舐めの天才 エステティシャン明歩の究極デトックス大量射精サロン（エスワン ナンバーワンスタイル）
- 2月16日 支配願望～抵抗不可能な状態で固定拘束調教されて、潮吹き絶頂を繰り返す淫乱マゾ人妻 吉沢明歩（マキシング）
- 「首輪調教」に完堕ちした奴●女教師ペット 吉沢明歩（2月19日、エスワン ナンバーワンスタイル）
- 吉沢明歩を汚して犯る全身白濁ローション大量ぶっかけレ●プ（3月25日、エスワン ナンバーワンスタイル）
- 【VR】同棲生活の1ページ。朝からずっと一緒だよ。【吉沢明歩】（3月21日、マキシング.VR）
- 鬼畜集団に狙われた痴漢囮捜査官アキホ 吉沢明歩（4月13日、エスワン ナンバーワンスタイル）
- 【VR】姉と共同運動、筋肉マッサージから始まるエッチな関係【吉沢明歩】（4月20日、マキシング.VR）
- 毎日エスカレートしていく義父の粘着ベロ舐め性交の虜になった美人妻アキホ 吉沢明歩（5月7日、エスワン ナンバーワンスタイル）
- 【VR】泥●デートで弾ける明歩。明るく楽しくエッチな時間 【吉沢明歩】（5月21日、マキシング.VR）
- 声を出せない緊迫シチュエーションで強●嗚咽サイレントイラマチオ 吉沢明歩（6月7日、エスワン ナンバーワンスタイル）
- 【VR】友達夫婦とW不倫NTR温泉旅行！ 超美人な友達の奥さんが浴衣姿で流し目とチラ見せで誘惑！温泉に浸かっているとタオル1枚で乱入してきて潜望鏡フェラ！ お互いのパートナーが真横で寝静まると布団に潜り込み声を殺してこっそりお忍び浮気セックス 吉沢明歩（6月7日、エスワン ナンバーワンスタイル）
- 【VR】喉姦イラマFUCK 喉射有りのイラマチオ2連射！マ●コとノド奥を交互にひたすら突くPTMイラマ性交！ 吉沢明歩（6月7日、エスワン ナンバーワンスタイル）
- 【VR】キス魔なアッキー（妻）とイチャイチャSEXしまくり新婚生活を超リアルVR体験！ 朝起きてから寝るまで隙あればキス！出勤前の超バキュームフェラ＆帰宅後は近距離で見つめ合い超密着ベロキスSEX！ 吉沢明歩（6月14日、マキシング.VR）
- 【VR】家庭教師の先生が痴女で淫乱すぎて僕のチンポをいじめてくる。快楽におぼれる僕は先生の玩具へ早代わり【吉沢明歩】（6月21日、マキシング.VR）
- 数日にわたり輪姦され続けた人妻キャビンアテンダント 吉沢明歩（7月7日、エスワン ナンバーワンスタイル）
- 汗まみれのベロキス不倫性交 パート先で出会った中年上司との濃密な情事 吉沢明歩（8月7日、エスワン ナンバーワンスタイル）
- デビュー15周年記念 吉沢明歩レ○プ・イラマチオ作品プレミアセレクション200コーナー16時間（8月19日、エスワン ナンバーワンスタイル）
- 嗚咽したら即・喉突きピストンで更に追い込む追撃イラマチオFUCK14連発 吉沢明歩（9月7日、エスワン ナンバーワンスタイル）
- 【VR】精液検査を調べたら。思わず興奮した私の過ち。 【吉沢明歩】（9月26日、マキシング.VR）
- 【VR】吉沢明歩の高級ソープ 極楽浄土へのご案内。【吉沢明歩】（9月26日、マキシング.VR）
- エスワン×アイポケ 2大専属女優が超豪華共演！絶対に連続射精させちゃうW痴女テク逆3Pハーレムスペシャル 吉沢明歩 希崎ジェシカ（10月7日、エスワン ナンバーワンスタイル）
- 喉締めちんシャブスロートがウリの本番できちゃうNo.1ピンサロ嬢 吉沢明歩（11月7日、エスワン ナンバーワンスタイル）
- 愛する夫のために人妻が風俗に陥った理由 吉沢明歩（12月7日、エスワン ナンバーワンスタイル）

2019年
- 囚われた美しき女スパイ ―逃れられない完全拘束肉弾拷問― 吉沢明歩（1月7日、エスワン ナンバーワンスタイル）
- 出張先のホテルで相部屋になった上司に何度も何度もレ●プされ続けた7日間。 吉沢明歩（2月7日、エスワン ナンバーワンスタイル）
- THE FINAL 吉沢明歩AV引退（3月7日、エスワン ナンバーワンスタイル）
- 吉沢明歩 最新全15タイトルコンプリート最後のメモリアルベスト12時間（9月7日、エスワン ナンバーワンスタイル）

## 出演

### テレビドラマ
- 心はロンリー気持ちは「…」 XI 「謎の密室殺人事件！京都湯けむり旅情 OLグルメ三人旅」（2003年8月29日、フジテレビ・金曜エンタテイメント）
- 嬢王（2005年10月7日～12月23日、テレビ東京・スポパラ ドラマ24） - 望月メグ 役
- AV4姉妹物語（2006年12月、エンタ!371）
- 嬢王 Virgin 第9話・第10話（2009年11月27日・12月4日、テレビ東京・バラエティ７／ドラマ24） - 望月メグ 役

### Webドラマ
- 中国Webドラマ「屌丝男士」

### Vシネマ・オリジナルビデオ
- 新人ツアーコンダクター 亜弥（2003年12月25日、オールインエンタテインメント）監督:亀井亨 - 主演・亜弥 役
- エロビアの泉 人に言えない性のムダ知識（2004年7月22日、ティーエムシー）監督：奥渉 - 主演
- 吉沢明歩 妹の唇 だって、お義兄ちゃんが好きだから（2004年10月8日、J.V.D）監督:奥渉 - 主演・はるか 役
- 義母と義妹の秘密の情事（2004年12月3日、ネオリップス）監督:石川二郎  - 主演
- ひとつ屋根の下で××× 義姉・義妹・そして義母 禁断の総集編（2005年10月14日、J.V.D）監督:奥渉 - 主演・はるか 役 ※3話のオムニバス作品
- 猫の家族（別題:火照る体 ～猫の家族～（WOWOW放映時））（2005年12月22日、ティーエムシー）監督:渡辺世紀 原作:阿木燿子
- 満員電車の女（2006年3月25日、オールインエンタテインメント）監督:愛染恭子 - 主演・絵美莉（派遣OL）役
- 大奥 淫の乱 花びら燃ゆ（2006年7月14日、マックス・エー）監督:長谷川九仁広 - 主演
- 大奥 蕾の乱 明日への契り（2006年8月17日、マックス・エー）監督:長谷川九仁広
- 妹の本能（2007年7月4日、高澤）監督:奥渉 - 主演・尚美 役
- 真田くノ一忍法伝 かすみ 誕生!猿飛佐助（2007年9月21日、ティーエムシー）監督:かわさきひろゆき - 主演・かすみ 役
- スシガール（2008年10月3日、シネマファス）監督：田村孝之 - 主演・寿司職人 尚美 役
- デコトラ★ギャル 奈美（2008年10月25日、オールインエンタテインメント）監督:城定秀夫 - 主演・奈美 役　※のちに劇場公開
- 艶恋師 放浪編 歌舞伎町 絶頂対決!!（2008年11月21日、ティーエムシー）監督:田尻裕司
- AI高感度センサー搭載 メイドロイド（2009年3月6日、ティーエムシー）監督:友松直之 - 主演・マリア 役 ※映画「老人とラブドール 私が初潮になった時」を改題しVシネマとしたもの
- 濡れまくら すけべ妻と純情家政婦（2009年10月2日、インターフィルム）監督:深町章
- デコトラ★ギャル奈美〜爆走！夜露死苦編〜（2010年4月16日、オールインエンタテインメント）監督：城定秀夫 - 主演・奈美 役
- 真田くノ一忍法伝 かすみ 少女秘戯伝説（2010年5月7日、ティーエムシー）監督:かわさきひろゆき・渡辺世紀 - 主演・かすみ 役 ※「真田くノ一忍法伝 かすみ」シリーズの4作目～6作目を編集した総集編・第2弾
- エロ怖い怪談 第壱之怪 イグアナ女（2010年6月18日、アース・スター エンターテイメント）監督:友松直之 - 主演 西条綾香 役
- メイドロイド VS ホストロイド軍団（2010年8月6日、ティーエムシー）監督:友松直之 - 主演・マリア 役 ※映画「最後のラブドール　私、大人のオモチャ止めました。」を改題しVシネマとしたもの
- デコトラ★ギャル奈美〜爆走！薔薇愛怒編〜（2011年3月18日、オールインエンタテインメント）監督:城定秀夫 - 主演・奈美 役
- ラブ＆ドール（2011年5月3日、クロックワークス）監督：城定秀夫 - 主演・マリー 役
- SPウーマン～美しき生贄（2012年2月24日、マクザム）監督:遊法仁 - 主演・高園レイ 役
- デコトラ★ギャル奈美〜感動！夜露死苦編〜（2012年5月18日、オールインエンタテインメント）監督:城定秀夫 - 主演・奈美 役
- 寄生性獣 2046（2012年11月2日、竹書房/ビクターエンタテインメント）監督:チン・マンケイ - 主演 ※香港映画「蜜桃成熟時33D」を改題しVシネマとしたもの
- 百地三太夫の逆襲（2013年2月2日、オカシネマ）監督:かわさきひろゆき - 主演
- やくざの女（2014年6月25日、オールインエンタテインメント）監督:藤原健一 - 主演・美沙 役
- やくざの女2（2015年2月6日、オールインエンタテインメント）監督:貝原クリス亮 - 主演・美沙 役
- やくざの女3（2015年4月3日、オールインエンタテインメント）監督:貝原クリス亮 - 主演・美沙 役
- やくざの女4（2015年7月25日、オールインエンタテインメント）監督:貝原クリス亮 - 主演・美沙 役
- やくざの女5（2015年12月4日、オールインエンタテインメント）監督:藤原健一 - 主演・美沙 役

### ピンク映画
- 人妻の秘密 覗き覗かれ（2004年9月6日公開、大蔵映画）監督:竹洞哲也 - 主演・高橋千影 役
- 美少女図鑑 汚された制服（別題:思い出がいっぱい -EIGHTEEN BLUES-）（2004年12月20日公開、オーピー映画）監督:竹洞哲也 - 主演・神山円香 ※成人映画だったが、2007年7月7日「思い出がいっぱい」 として一般劇場公開
- 人妻 あふれる蜜ツボ（2005年9月9日公開、新東宝）監督:深町章
- セクシー剣法 一本ぶちこむ（2005年11月11日公開、新東宝）監督:深町章 - 主演・武子 役
- 悩殺若女将 色っぽい腰つき（別題:恋味うどん）（2006年12月15日公開、オーピー映画）監督:竹洞哲也 - 主演・北村花子 役 ※第19回（2007年）ピンク大賞1位作品　第19回（2007年）ピンク大賞主演女優賞（吉沢明歩）
- 吉沢明歩 したくてしたくて（別題:吉沢明歩 誘惑 あたしを食べて）（2007年12月7日公開、新東宝）監督:佐藤吏 - 主演・アキ 役
- 老人とラブドール 私が初潮になった時…（2008年12月31日公開、新日本映像）監督:友松直之 - 主演・マリア 役[25][26]
  - AI高感度センサー搭載 メイドロイド（2009年3月6日、ティーエムシー）※映画「老人とラブドール 私が初潮になった時」を改題しVシネマとしたもの
- 最後のラブドール 私、大人のオモチャ止めました。（2010年6月11日公開、新日本映像）監督:友松直之 - 主演・マリア 役
  - メイドロイド VS ホストロイド軍団（2010年8月6日、ティーエムシー）※映画「最後のラブドール 私、大人のオモチャ止めました。」を改題しVシネマとしたもの[27][28]
- 艶剣客 〜くの一媚薬責め〜（2010年11月23日公開、新東宝）監督:藤原健一 - 主演・牙島凛 役[29]
- 艶剣客2 〜くノ一色洗脳〜（2011年8月5日公開、新東宝）監督:藤原健一  - 主演・牙島凛 役

### 一般映画
- 恋骨（2005年3月19日公開、BLUE PLANET）監督:後藤憲治 - 小泉幸子 役
- 頭文字D THE MOVIE（2005年9月17日公開、香港映画）
- 闇を駆け抜けろ!（2007年6月9日公開、トカジャングル）監督:戸梶圭太
- 新スパイガール大作戦～惑星からの侵略者～（2008年5月17日公開、ムービープラネット）監督:河村永徳 - ゴールドレディ 役
- 窓辺のほんきーとんく（2008年9月27日公開、アムモ）監督:堀井彩 - 主演・眞名水（マナミ） 役
- 蜜桃成熟時33D（2011年、製作国：香港）監督:チン・マンケイ - 主演 ※日本劇場未公開作品
  - 寄生性獣 2046（2012年11月2日、竹書房/ビクターエンタテインメント）※香港映画「蜜桃成熟時33D」を改題しVシネマとしたもの
- 島国奇欲記（2013年、製作国： 中国） - 本人役[30]
- マッドムービー 遊園地残酷迷宮（2015年制作 2016年3月2日公開、韓国映画）監督:城定秀夫 - 主演・アヤカ 役 [31]
- 車軸（2023年11月17日公開、CHIPANGU/エレファントハウス）監督:松本准平 - 愛子 役[32][33]

### バラエティ
- アッキーと一緒（2005年 - 2006年、エンタ!371）
- 無添加・吉沢明歩（2006年3月 - 9月、エンタ!371）
- 吉沢明歩×○○（2009年4月17日 - 9月19日、エンタ!371）
- すすきの天国 よるたま（2005年 - 2016年、テレビ北海道）コーナーレギュラー → （2013年7月より）レギュラー
- 今年も生だよ!芸人集合 2006年最も売れる吉本No.1伝説?やりすぎておめでとう?（2006年1月1日、テレビ東京）
- 今年も生だよ! 新春9時間笑いっぱなし伝説-2008年最も売れる吉本No.1芸人は誰だ!?（2008年1月1日、テレビ東京）
- おねがい!マスカット （2008年4月7日 - 2009年3月30日、テレビ東京/テレビ大阪）
- おねだり!!マスカット（2009年4月6日 - 2010年3月29日、テレビ東京/テレビ大阪）
- ちょいとマスカット!（2010年4月7日 - 2010年9月29日、テレビ東京）
- 近未来回胴伝説 ガチスロ（？ - 2012年3月、岐阜放送/奈良テレビ/テレビ埼玉/サンテレビ）
- おもいッきりPON!（第1部）（2010年2月12日、日本テレビ）
- キャンパスナイトフジ（2010年2月19日、2010年3月12日。フジテレビ）
- 音流（2010年7月2日・2012年3月23日、テレビ東京）
- おねだりマスカットDX!（2010年10月6日 - 2011年9月28日、テレビ東京）
- 魁!音楽番付（2010年12月22日、フジテレビ）
- おねだりマスカットSP!（2011年10月5日 - 2013年3月30日、テレビ東京）
- 月刊MelodiX!（2012年3月24日、テレビ東京）
- おもしろ言葉ゲーム OMOJAN（2012年5月22日、フジテレビ）
- あいのエチュード#17（2012年、エンタ!959）
- 銀玉王（2013年10月 - ？、サンテレビ他）
- かすみレディオ#3（2014年12月）#44（2016年1月、エンタ!959）
- みひなな食堂#1（2016年5月）#34-#35（2018年12月、エンタ!959）
- 吉沢明歩の全力サラリーマンKO（北海道文化放送、2018年1月13日 - 2018年10月7日）
- きじーとむぎちゃ（2020年6月1日、エンタ!959）

### インターネット放送
- アイパイ★ちゃんねる生放送!!（2009年6月5日、ニコニコ動画/アイパイ★ちゃんねる）
- AbemaPrime（2017年、AbemaTV） - 火曜コメンテーター[34]
- スピードワゴンの月曜The NIGHT（2019年4月2日、AbemaTV）[35]

### インターネットラジオ
- 吉沢明歩のあっき～the Radio!（2019年6月9日 - 2024年12月31日、ラジオクロニクル）[36]

### ミュージックビデオ
- RUSHMORE 「KAMITSU」（2009年11月18日）
- SKELT 8 BAMBINO 「What's Love? feat.SoulJa」（2010年2月17日） - ジャケットモデルも担当。
- 恵比寿マスカッツ「NO VICTORY WITHOUT DREAM」（2022年5月25日、ドリーミュージック）OGとして出演

### ゲーム
- やわ肌えいご塾 ちょっとだけよ〜（PSP）（2005年12月9日、GBTピクチャーズ）
- 吉沢明歩のやわ肌えいご塾 中級編（DVDPG）（2005年12月9日、GBTピクチャーズ）
- オールスター野球拳（PSP）（2006年12月14日、GBTピクチャーズ）
- オールスター野球拳ブルーレイディスク （2006年12月14日、GBTピクチャーズ）

### 携帯サイト
- アイドルがイッパイ（アイパイ）

## 作品

### 配信シングル
|     | 発売日        | タイトル       | レーベル                   | 備考                                    |
| --- | ------------- | -------------- | -------------------------- | --------------------------------------- |
| 1st | 2015年2月18日 | 大人の片想い。 | ビクターエンタテインメント | MVはバージョン違いの4種類。作詞も担当。 |

### 配信MV
|     | 発売日        | タイトル         | 備考                                                    |
| --- | ------------- | ---------------- | ------------------------------------------------------- |
| 1st | 2015年9月30日 | チュッ！チュッ！ | MVはバージョン違いの4種類。作詞も担当。楽曲は未音源化。 |

### 書籍

#### 写真集
- あきほ（2003年2月、インフォレスト、撮影：吉田裕之）ISBN 978-4754215507
- KARAMI 20〈SANWA MOOK〉（2003年11月、三和出版、撮影：吉田裕之）ISBN 978-4776900061
- A・KiHo（2003年12月20日、竹書房、撮影：西条彰仁）ISBN 978-4812414873
- in Body〈サブラDVDムック〉（2009年5月29日、小学館、撮影：野村誠一）ISBN 978-4091030733
- PINK!! INNOCENT JOURNEY（2009年9月、彩文館出版、撮影：上野勇）ISBN 978-4775604335
- Private zone（2012年1月25日、彩文館出版、撮影：加納典譲）ISBN 978-4775605110
- 吉沢明歩 10年（2013年3月27日、徳間書店、撮影：西田幸樹）ISBN 978-4198635749
- じゅうごっす。（2018年3月28日、徳間書店、撮影：野澤亘伸）ISBN　978-4198645861
- smile（2019年3月23日、徳間書店、撮影：植野恵三郎）ISBN 978-4198648220

#### 著書
- ポリネシアン・セックス（2009年5月9日、KKベストセラーズ）ISBN 978-4584122310
- M系セックス（2010年7月8日、KKベストセラーズ）ISBN 978-4584122907
- 本当に感じるSEX（2010年12月20日、KKベストセラーズ）ISBN 978-4584132760
- デートしよっ「とっておきデートプラン」（2011年4月13日、双葉社）ISBN 978-4575303179
- 免許皆伝！あっきーのレンアイ教習所（2014年1月21日、双葉社）ISBN 978-4575306170
- 今夜は泊まっちゃっても、いいかな……。（2016年6月8日、双葉社）ISBN 978-4575311419
- 単体女優 AVに捧げた16年（2020年3月28日、光文社）ISBN 978-4334951559

#### 雑誌
- 増刊 リアル人妻30 すべて見せます！吉沢明歩スペシャル 2009年12月号（2009年11月6日、メディアソフト 不定版）

#### 連載
- スポーツニッポン「吉沢明歩 ラブ・イメージ」（2009年5月1日 - ）

## 受賞歴
- 2007年 MOODYZ年末大感謝祭2007最優秀女優賞、作品賞2位(『解禁×ハイパー×ギリギリモザイク ハイパーギリギリモザイク』)
- 2008年 MOODYZ年末大感謝祭2008女優賞2位[37]。
- 2013年 スカパー!アダルト放送大賞「作品賞」